# Великоборский сельсовет
Великоборский сельсовет (белор. Велікаборскі сельсавет) — административная единица на территории Хойникского района Гомельской области Республики Беларусь. Административный центр — агрогородок Великий Бор.

## География
На территории сельсовета, в 1,5 км от д. Избынь, расположено Великоборское водохранилище или озеро Избынь — самый крупный водоём на территории Хойникского района. Водохранилище — наливное, сезонного регулирования, наполняется за счёт стока р. Вить. Построено в 1986 г. на месте озера Избынь.

## История
16 декабря 2009 года в состав Великоборского сельсовета включены деревни Куровое и Дубровица.

## Состав
Великоборский сельсовет включает 7 населённых пунктов:
- Великий Бор — агрогородок
- Дубровица — деревня
- Избынь — деревня
- Куровое — деревня
- Осов — деревня
- Партизанская — деревня
- Хвойная Поляна — посёлок

Упразднённые населённые пункты:
- Береснёвка — деревня
- Руденька — деревня
- Старч — деревня

## Численность
По состоянию на 25 января 2021 г. на территории сельсовета проживает 985 человек, насчитывается 451 хозяйство.